# Бойко Володимир Павлович
Володи́мир Па́влович Бо́йко (2000—2024) — старший матрос збройних сил України, учасник російсько-української війни, посмертно нагороджений орденом «За мужність» ІІІ ступеня .

## Життєпис
Народився 2000 в селі Корнин поблизу Рівного. Займався футболом та був відомим воротарем клубу «Корнин».
Старший матрос 73-го морського центру ССО.

## Загибель
Загинув під час виконання бойового завдання, на острові Тендрівська коса Скадовського району на Херсонщині. 

## Нагороди
17 травня 2024 посмертно нагороджений орденом «За мужність» ІІІ ступеня